# Uncía
Uncía est une ville du département de Potosí en Bolivie et le chef-lieu de la province de Rafael Bustillo. Sa population s'élevait à 5 709 habitants en 2001.